# Jaroslava Kvapilová
Jaroslava Kvapilová (* 21. března 1943 Lípa) je česká lékařka, dcera politika Františka Pechy, sametové revoluci československá poslankyně Sněmovny lidu Federálního shromáždění za Levý blok.

## Biografie
Docentkou byla jmenována 1. prosince 1977 a ustanovena 1. dubna 1978. V letech 1987–1989 působila jako přednostka Stomatologické kliniky Lékařské fakulty Univerzity Karlovy v Hradci Králové.
Ve volbách roku 1992 byla za koalici Levý blok, kterou utvořila Komunistická strana Čech a Moravy a další menší levicové formace, zvolena do Sněmovny lidu (volební obvod Východočeský kraj). Ve Federálním shromáždění setrvala do zániku Československa v prosinci 1992.